# Sasnouka (przystanek kolejowy)
Sasnouka (biał. Сасноўка; ros. Сосновка) – przystanek kolejowy w miejscowości Sasnouka, w rejonie witebskim, w obwodzie witebskim, na Białorusi. Leży na linii Witebsk - Orsza.